# Vuelta a Andalucía 2001
La 47ª edición de la Vuelta a Andalucía se disputó entre el 18 y el 22 de febrero de 2001 con un recorrido de 857,1 km dividido en 5 etapas, con inicio en Córdoba y final en Granada. 
Participaron 136 corredores repartidos en 17 equipos de ocho miembros cada uno de los que sólo lograron finalizar la prueba 106 ciclistas.
El vencedor, Erik Dekker, que cubrió la prueba a una velocidad media de 38,680 km/h, fue también el vencedor de la clasificación de la regularidad mientras que Dave Bruylandts se impuso en la de la montaña y Gonzalo Bayarri en la de metas volantes. El mejor corredor  andaluz fue Manuel Beltrán al finalizar la prueba en el puesto 14º.

## Etapas
| Etapa | Fecha         | Recorrido                             | Km    | Ganador de la etapa |
| 1ª    | 18 de febrero | Córdoba-Córdoba                       | 148,5 | Pedro Díaz          |
| 2ª    | 19 de febrero | Sevilla-Alto del Santuario de Araceli | 178,5 | Aleksandr Shefer    |
| 3ª    | 20 de febrero | Luque-Jaén                            | 177,9 | Erik Zabel          |
| 4ª    | 21 de febrero | Cabra-Benalmádena                     | 180,7 | Martin Hvastija     |
| 5ª    | 22 de febrero | Humilladero-Granada                   | 171,5 | Mikel Artetxe       |